# Wanda Wasilewska
Wanda Wasilewska, známá také pod ruským jménem Vanda Lvovna Vasilevskaja (Ва́нда Льво́вна Василе́вская, 21. ledna 1905 Krakov – 29. července 1964 Kyjev), byla polská a ukrajinská sovětská romanopiskyně a novinářka a levicová politická aktivistka, která se stala oddanou komunistkou. Uprchla z Polska po německé invazi v září 1939 a usadila se v Sověty okupovaném Lvově a nakonec v Sovětském svazu. Byla zde zakladatelkou Svazu polských vlastenců a hrála důležitou roli při formaci polské 1. pěší divize Tadeusze Kościuszka. Divize byla zárodkem pozdější Polské lidové armády a během druhé světové války bojovala na východní frontě. Wasilewska byla v době války poradkyní Josifa Stalina a její vliv byl důležitý pro zřízení Polského výboru národního osvobození v červenci 1944, a tedy pro vznik Polské lidové republiky. Po válce se nevrátila do Polska, ale usadila se v Kyjevě a postupně se stáhla z veřejného života.